# Be형 항성

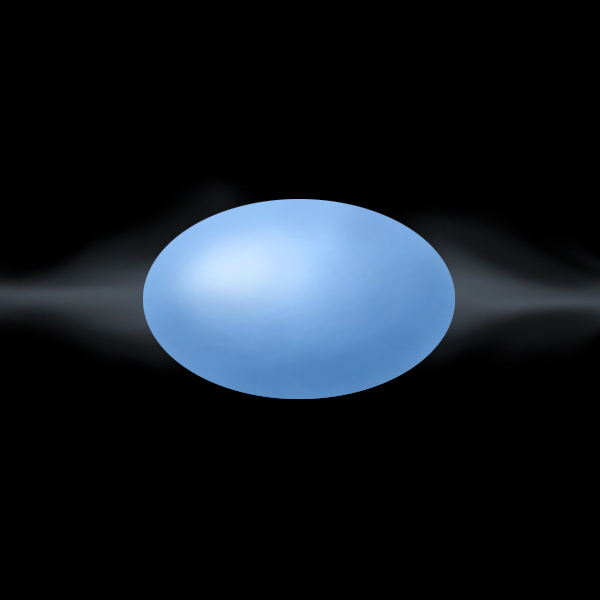
비이형 별의 대표적 사례인 아케르나르는 매우 빠른 자전 속도 때문에 적도가 크게 부풀어 있다.

Be형 항성(Be star), 껍질별(shell star)
은 분광형 B의 항성 중 스펙트럼에 수소방출선이 나타나는 것을 말한다. 대문자 B 옆에 작은 e(스펙트럼상의 방출선을 의미)를 붙여서 Be로 표시한다. 비이형 별의 스펙트럼에는 다른 원자 이온들도 존재하기는 하나, 그 강도는 수소보다 훨씬 약하다. 비이형 별의 스펙트럼은 보통의 B형 항성보다 선형 편광 및 '적외선 초과'로 불리는 적외선 복사 현상이 뚜렷하게 발견된다. 비이형 별은 항성의 진화 과정 중 찰나에 해당하는 순간이므로, 현재 비이형 별의 특징을 보이는 천체들이 다시 평범한 B형 별로 돌아갈 수 있고, 그 반대의 현상도 일어날 수 있다.
대부분의 비이형 별은 주계열성이지만, 전주계열성, 초거성, 원시행성계 성운 등도 있다. 이들은 B[e] 초거성, 허빅 비이형 별, 콤팩트 행성상 성운 B[e], 공생형 B[e], '불명' 등으로 분류된다.
비이형 별로 최초로 판명된 천체는 카시오페이아자리 감마로, 1866년 안젤로 세키가 관측했다. 감마별은 방출선 현상을 보여주는 최초의 사례이기도 했다. 방출선 형성과정을 더 잘 이해하게 된 20세기 초에는, 이들 방출선이 항성 자체가 원인이 아니라 항성 주변을 둘러싸고 있는 것 때문에 생겨나게 됨을 알았다. 오늘날 이들 방출선은 항성풍 형태로 방출된 가스가 주변에 존재하기 때문임이 밝혀졌다. 적외선 초과 및 편광 현상은 항성에서 나온 빛이 주변 물질들에 의해 흩어지기 때문에 일어난다. 방출선 현상은 항성에서 나온 자외선이 주변 물질들과 반응하여 일어나는 것이다.
비이형 별은 보통 자전 속도가 빠르다. 이 사실은 주계열성 아케르나르를 항성 간섭 관측기로 살펴본 결과 확인되었다. 그러나 질량방출은 빠른 회전 속도만으로는 발생하지 않을 확률이 크며, 여기에 자기장 및 비복사 항성맥동 등의 추가적인 방출 메카니즘이 더해져야 한다. 비이형 별이 잠깐 동안만 존재하는 상태임을 고려하면 항성맥동이 더 관련이 있을 것으로 보이지만, 이 분야의 연구는 아직 진행 중이다.
비이형 별들은 보통 변광성이며, 항성주위 가스원반이 오래 존재하지 못하고, 원반이 항성의 빛을 분산하는 특징에 기반하여 카시오페이아자리 감마형 변광성으로 분류된다. 또는 맥동 현상을 근거로 에리다누스자리 람다형 변광성으로 분류하기도 한다.

## 참고 문헌
1. ↑  Hannu Karttunen 외 (2008년 9월 1일). 《기본천문학》. (주)시그마프레스. 263쪽. ISBN 978-89-5832-536-9.
2. ↑  
	Lamers, Henny J. G. L. M.; Zickgraf, Franz-Josef; de Winter, Dolf; Houziaux, Leo; Zorec, Janez, "비이형 별들의 개선된 항성분류(An improved classification of B[e]-type stars)", Astronomy and Astrophysics, v.340, p.117-128 (1998)